# Fragiles
Fragiles è il settimo album di Marina Barone, pubblicato, prodotto e distribuito nel 1998 su CD dalla Duck Record. È la versione cantata in lingua spagnola dell'album Fragili. 

## L'album
A differenza della versione in lingua italiana, questo album contiene due brani in più: Manos, in duetto con Enrique Del Pozo, ed Atlantida. 
Nel libretto del CD viene accreditato anche Cristiano Malgioglio come autore del testo del brano Manos anche se in realtà si pensa abbia solo curato ed adattato in lingua spagnola il testo, in quanto il brano altro non è che Mani già proposto in precedenza nell'album Le stagioni del cuore, di cui la stessa Barone è autrice del testo.

## Tracce
1. Fragiles (Fragili) – 5:06 (testo: Marina Barone – musica: Tiziano Barbone)
2. No Mas (Mai più) – 3:35 (testo: Maurizio Piccoli – musica: Maurizio Piccoli)
3. Te quiero decir (Ti voglio dire) – 4:14 (testo: Marina Barone – musica: Giò Tortorelli)
4. Manos (Mani) – 4:10 (testo: Marina Barone, Enrique Del Pozo, Cristiano Malgioglio – musica: Paolo Baldan Bembo)
5. Dulcamara (Introducion arpa) – 0:32 (musica: Andrea Pozzoli)
6. Un amor especial (Inconsueta storia d’amore) – 3:55 (testo: Marina Barone – musica: Giò Tortorelli)
7. Estoy cambiando (Travel train) – 3:38 (testo: Marina Barone – musica: Ivan Suardi)
8. El candor de los niños (Il candore dei bambini) – 4:04 (testo: Marina Barone – musica: Guido Guglielminetti)
9. Atlantida (Atlantide) – 3:51 (testo: Claudio Daiano – musica: Paolo Baldan Bembo)
10. Tenemos todavia un corazon (Abbiamo ancora un cuore) – 5:14 (testo: Marina Barone – musica: Paolo Baldan Bembo)
11. Cree en ti (Conta su di te) – 4:18 (testo: Marina Barone – musica: Paolo Baldan Bembo)
12. No es el fin del mundo (Non è la fine del mondo) – 4:21 (testo: Marina Barone – musica: Tiziano Barbone)
13. Te recuerdo dentro un film (Dentro un film) – 3:21 (testo: Marina Barone, Tiziano Barbone – musica: Paolo Baldan Bembo, Guido Guglielminetti)

Durata totale: 50:19

## Formazione
- Voce: Marina Barone
- Batteria, Percussioni: Bruno Bergonzi
- Tastiera, Programmazione elettronica: Paolo Baldan Bembo e Carlo Gaudiello
- Chitarra elettrica: Lucio Bardi
- Basso, Chitarra acustica: Guido Guglielminetti
- Arpa: Andrea Pozzoli
- Violino: Sergio Caputo
- Armonica in "Fragiles": Marco Bonino
- Cori: Lalla Francia
- Cori: Lola Feghaly
- Coro bambini in "No es el fin del mundo": Denise e Giusy Mazzeo

## Crediti
- Produzione Esecutiva: Bruno Barbone
- Produzione Artistica ed Arrangiamenti: Guido Guglielminetti
- Fotografie e grafica cover e booklet: Mauro Balletti